# Agapetus jafiwi
Agapetus jafiwi is een schietmot uit de familie Glossosomatidae. De soort komt voor in het Australaziatisch gebied.